# Błota (Lubsza)

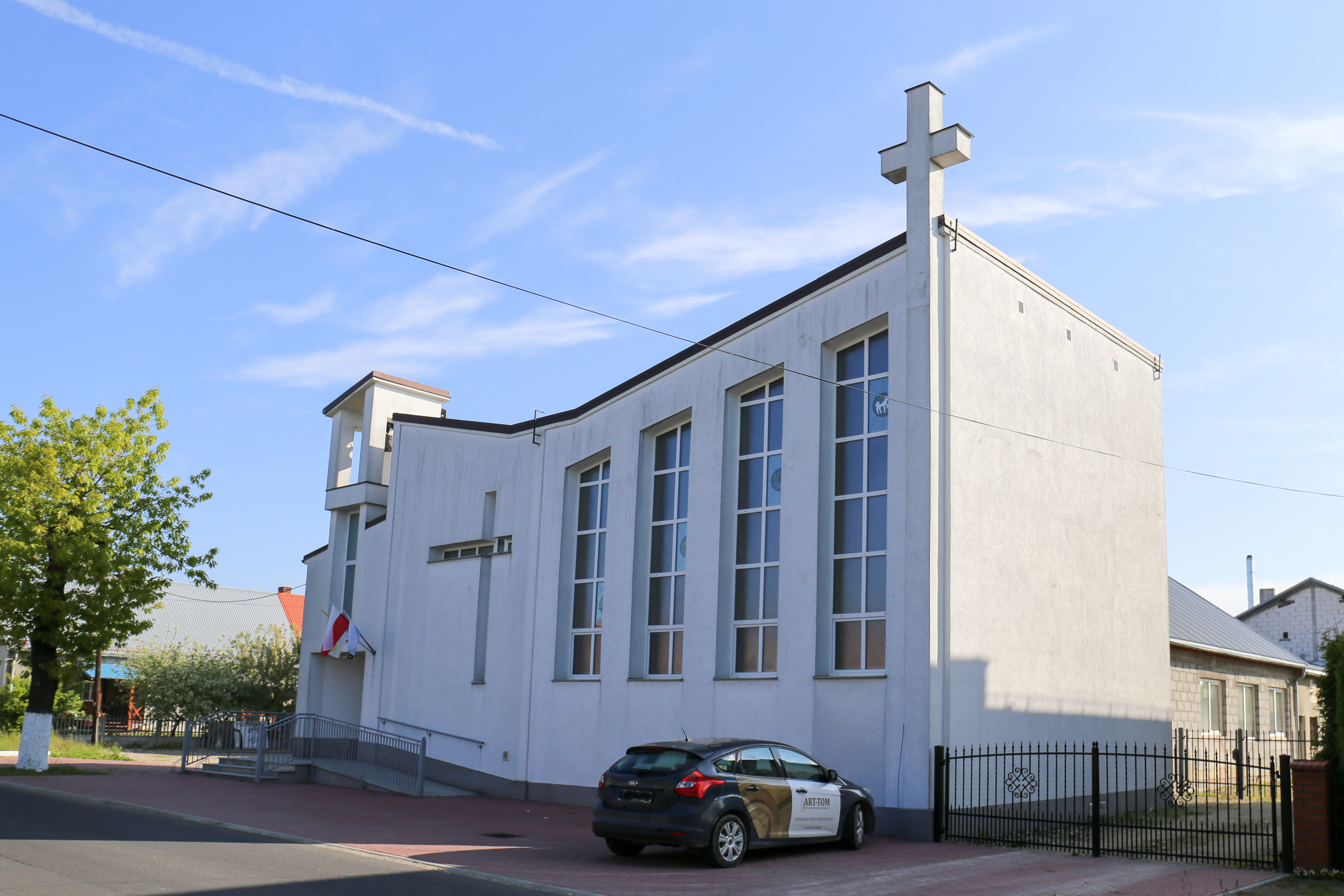
Maria-vom-Berg-Karmel-Kirche

Błota (deutsch Neu Limburg) ist ein Dorf in Niederschlesien. Der Ort liegt in der Gmina Lubsza im Powiat Brzeski in der polnischen Woiwodschaft Opole.

## Geographie

### Geographische Lage
Das Straßendorf Błota liegt rund zehn Kilometer nordwestlich vom Gemeindesitz Lubsza (Leubusch), ca. zehn Kilometer nördlich der Kreisstadt Brzeg (Brieg) und rund 70 Kilometer nordwestlich der Woiwodschaftshauptstadt Opole (Oppeln). Der Ort liegt in der Nizina Śląska (Schlesische Tiefebene) innerhalb der Równina Oleśnicka (Oelser Ebene). Nördlich des Ortes liegt das Naturschutzgebiet „Rezerwat przyrody Lubsza“ sowie im Westen das Naturschutzgebiet „Rezerwat przyrody Grodzisko Ryczyńskie“. Westlich des Dorfes liegt die Grenze zur Woiwodschaft Niederschlesien.

### Ortsteile
Ortsteile von Błota sind Leśna Woda (Waldwasser), Lednica (Liednitz) und Zamcze (Altschloß). 

### Nachbarorte
Nachbarorte von Błota sind im Nordwesten Bystrzyca (Peisterwitz), im Osten Dobrzyń (Groß Döbern) und im Süden Szydłowice (Scheidelwitz).

## Geschichte
Nach dem Ersten Schlesischen Krieg 1742 fiel Neu Limburg zusammen mit dem größten Teil Schlesiens an Preußen. 
Nach der Neugliederung Preußens gehörte die Landgemeinde Neu Limburg ab 1815 zur Provinz Schlesien und war ab 1816 dem Landkreis Brieg eingegliedert, mit dem es bis 1945 verbunden blieb. 1874 wurde der Amtsbezirk Scheidelwitz gegründet, welcher die Landgemeinden Groß Döbern, Liednitz, Neu Limburg und Scheidelwitz und die Gutsbezirke Liednitz und Smortawe umfasste. 1885 zählte der Ort 468 Einwohner.
1933 zählte Neu Limburg 486, 1939 wiederum 529 Einwohner. Bis 1945 befand sich der Ort im Landkreis Brieg.
Als Folge des Zweiten Weltkriegs fiel Neu Limburg wie fast ganz Schlesien 1945 an Polen, wurde in Błota umbenannt und der Woiwodschaft Schlesien angegliedert. Die deutsche Bevölkerung wurde, soweit sie nicht vorher geflohen war, weitgehend vertrieben. Die neu angesiedelten Bewohner waren zum Teil Heimatvertriebene aus Ostpolen. 1950 kam der Ort zur Woiwodschaft Opole. 1999 kam der Ort zum Powiat Brzeski. 

## Sehenswürdigkeiten
- Römisch-katholische Maria-vom-Berg-Karmel-Kirche (poln. Kościół Najświętszej Maryi Panny z Góry Karmel)
- Wasserwerk aus Backstein